# 戈亚斯州科卡尔济纽
戈亚斯州科卡尔济纽（葡萄牙語：Cocalzinho de Goiás）是巴西戈亚斯州的一个市镇。总面积1787.994平方公里，总人口17778人，人口密度9.9人/平方公里。